# Residenset i Karlskrona
Residenset är en byggnad vid Kungsbron i Karlskrona som inrymmer tjänstbostads- och representationslokaler för landshövdingen i Blekinge län. 

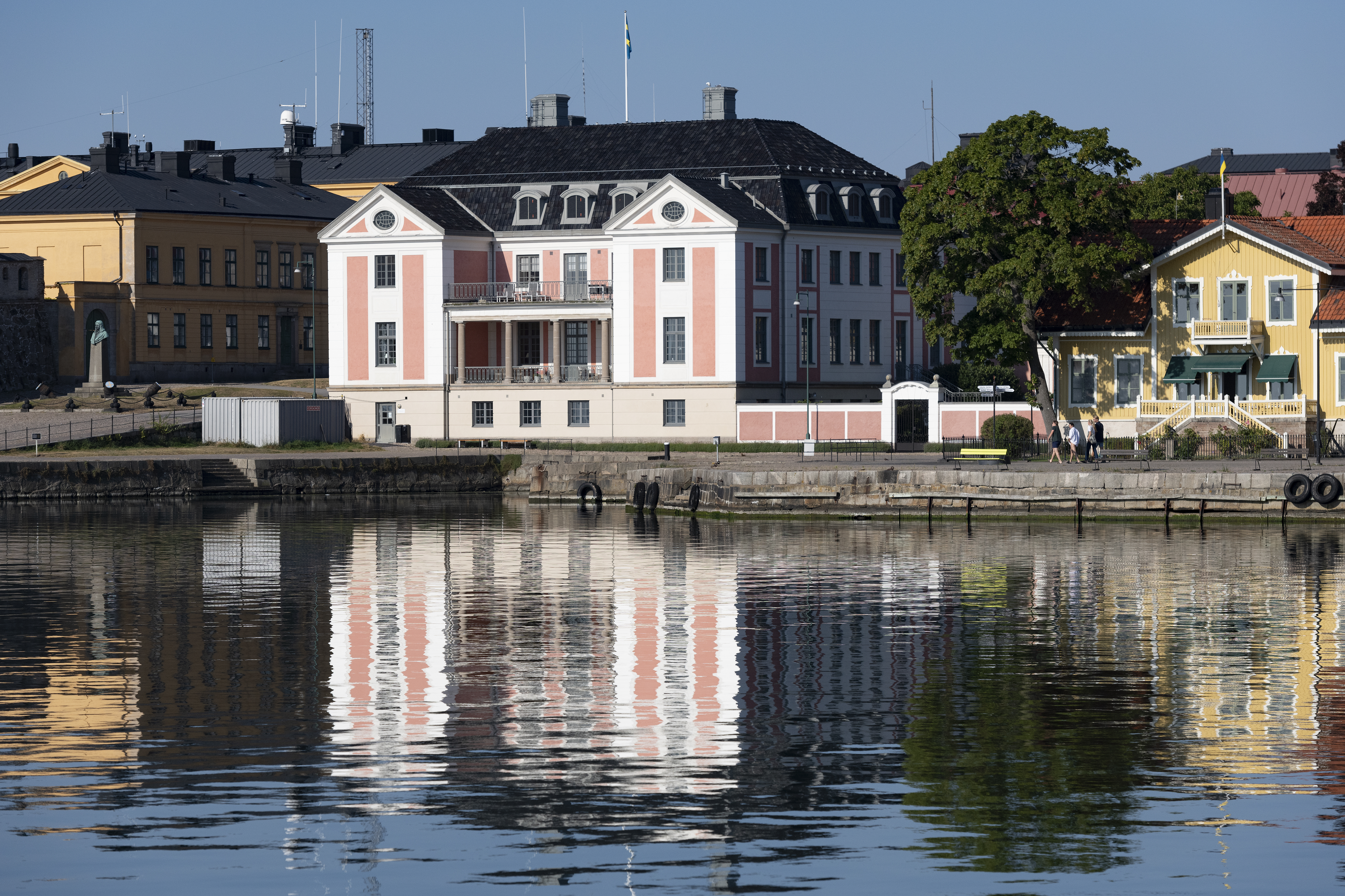
Residenset i Karlskrona år 2020

## Historia
Residenset uppfördes på initiativ av landshövding Axel Hansson Wachtmeister som var verksam i Blekinge mellan år 1900–1923. Han ansåg att det tidigare residenset på Ronnebygatan var nedgånget och därför byggdes ett nytt. Statens Fastighetsverk köpte tomten från prins Oscar Bernadotte och det så kallade Prinshuset som tidigare stod på platsen flyttades till Ronneby. 
Residenset ritades av arkitekten och hovintendenten Gustaf Lindgren och byggnationen leddes av byggmästare A Zakrisson . Fastigheten uppfördes mellan år 1909–1911 och är därmed Sveriges yngsta länsresidens.
Huset är inspirerat av engelska patricervillor med stora representationssalonger på nedre plan och med en mer praktisk övervåning till boende för landshövdingen med familj. Källaren inreddes för tjänstepersonal med kök, tvättstuga och sovrum. I anknytning till huvudbyggnaden fanns ett friliggande stall med plats till fyra hästar med en kuskbostad på ovanvåningen och ett garage.
Residenset är byggt i tegel med putsad fasad. Balkongen bärs upp av kolonner i sandsten.
Sveriges första kvinnliga landshövding Camilla Odhnoff bodde i Karlskronas residens i arton år. Hon utsågs till Blekinges landshövding 1974 .

## Interiör
Ingång till residenset sker via Vallgatan. Gäster möts av en stor trälaserad hall varifrån de leds in till den Gröna salongen med balkong och utsikt över Kungsbron. Under 1970-talet kallades salongen för den Gula salongen men rummet återställdes till sin gröna originalfärgsättning under residensets stora renovering år 2001–2003 .
Pelarsalongen som ligger längs med Vallgatan har en klarröd färgsättning och kallas därför för den Röda salongen. Rummet har stora fönster i både väster- och söderläge vilket gör rummet ljust och luftigt. I den här salongen är de stora tavlorna i fokus.
Matsalen är placerad i den norra delen av huset och har en blågrön ton i vacker kontrast till de guldfärgade gardinerna. I taket finns stuckatur med marina symboler, Sveriges Tre Kronor och Gustaf V:s namnskiffer som en hyllning till Kungahuset 1911. I matsalen går det att duka till 80 gäster och därifrån kan gästerna nå residensets trädgård med storslagen utsikt. I trädgårdsmuren finns Gustaf V:s valspråk graverat: ”Med folket för fosterlandet”.
Övervåningen har en modernare karaktär. Här finns gästrum, konferensrum och sällskapsrum. Under 2021 renoverades delar av våningen och sedan dess är landshövdingens bostad avskild från representationsdelarna.
Alla residensets salonger är ståtliga och vackert utsmyckade då Karlskrona är både residensstad och den svenska flottans huvudbas med mycket representation.
Byggnaden förvaltas av Statens fastighetsverk  och är statligt byggnadsminne sedan 18 mars 1993.

## Referencer